# Bosna i Hercegovina (1918. – 1923.)
Pokrajina Bosna i Hercegovina bila je privremena pokrajina Kraljevine Srba, Hrvata i Slovenaca, koja je postojala od jugoslavenskog ujedinjenja 1918. do 1923. godine. Njezino ukidanje, uvođenje i podjela na područja Kraljevine SHS kao upravna područja u Kraljevini bilo je predviđeno Vidovdanskim ustavom 1921. godine.

## Povijest
Područje pokrajine je od 1878. do 1908. godine bilo pod austrougarskom vojnom upravom i imao je status kondominija koji je službeno bio pod suverenitetom sultana, Osmanskog Carstva. Nakon aneksije ovih krajeva 1908. godine područje je dobilo status austrougarske kolonije. Početkom studenog 1918. vlast u Bosni i Hercegovini preuzima Glavni odbor Narodnog vijeća za BiH i Narodna vlada BiH. Pokrajina Bosna i Hercegovina imala je 18 zastupnika u skupštini Narodnog vijeća Države Slovenaca, Hrvata i Srba u Zagrebu. Nakon ujedinjenja Kraljevine Srba, Hrvata i Slovenaca, umjesto Narodne vlade formirana je Zemaljska vlada, koja je imala manji broj odjela. Kasnije je umjesto Zemaljske vlade uspostavljena Zemaljska uprava za Bosnu i Hercegovinu, čije je ukidanje izvršeno u veljači 1923. godine.
Pokrajinom Bosnom i Hercegovinom, nakon što se pridružila Kraljevini Srba, Hrvata i Slovenaca, upravljalo je Narodno vijeće Bosne i Hercegovine, koje je naslijedilo Narodno vijeće Slovenaca, Hrvata i Srba za Bosnu i Hercegovinu u sastavu Narodnog vijeća Bosne i Hercegovine. Narodno vijeće Slovenaca, Hrvata i Srba, osnovano 5. i 6. listopada 1918. u novoosnovanoj Državi SHS. Od 80 članova Vijeća, 18 ih je bilo iz Bosne i Hercegovine, a dodatnih pet imenovano je iz raspuštenog Parlamenta BiH. Narodno vijeće SHS za Bosnu i Hercegovinu s Glavnim odborom od 25 članova i Predsjedništvom od pet članova formirano je 20. listopada 1918. sa zastupnicima sva tri naroda. Do 1. studenoga 1918. godine osnovana su vojska i policija te kotarski, kotarski i seoski odbori, a istog dana Austro-Ugarska monarhija predala je vlast ovom vijeću ostavkom austrougarskog namjesnika Stjepana Sarkotića iz ureda. Prva narodna vlada za Bosnu i Hercegovinu nastala je 3. studenog 1918. godine. Imala je 10 članova, u kojoj su predsjednik i pet ministara bili Srbi, tri Hrvata i jedan Musliman. Narodno vijeće je ubrzo preraslo u Zemaljsku vladu Bosne i Hercegovine, a 1. veljače 1919. za predsjednika je potvrđen Atanasije Šola, dotadašnji predsjednik Narodnog vijeća Bosne i Hercegovine.
Ujedinjenjem i stvaranjem Središnje vlade u Beogradu počele su pripreme za održavanje izbora za prvu Ustavotvornu skupštinu Kraljevine SHS, koja nije sazvana odmah nakon proglašenja ujedinjenja zbog nepostojanja izbornog zakona. Središnja vlada odredila je 24. veljače 1919. da Privremena skupština ima 296 zastupnika, a u njoj moraju biti zastupljene sve stranke i političke grupe, razmjerno njihovom broju, u svakoj pokrajini posebno. Vijeće naroda za Bosnu i Hercegovinu izabralo je 42 člana iz reda stranaka zastupljenih u ovom vijeću. Krajem rujna 1920. Narodno vijeće prestaje s radom i sva vlast u Bosni i Hercegovini prelazi na Središnju vladu u Beogradu. Privremena skupština zakazala je izbore za 28. studenog 1920. godine. Za 63 zastupnička mandata, koliko je određeno za Bosnu i Hercegovinu, mandate su osvojili: Jugoslavenska muslimanska organizacija (24), Savez težaka (12), Narodna radikalna stranka (11), Hrvatska težačka stranka (7), Komunistička partija Jugoslavije (4), Hrvatska pučka seljačka stranka (3) i Demokratska stranka (2).
U prvoj Vladi predsjednika Vlade Kraljevine SHS Stojana Protića, izabranoj 20. prosinca 1918. godine, iz Bosne i Hercegovine bili su Mehmed Spaho i Tihomir Alaupović.

## Teritorijalna podjela
Pokrajina Bosna i Hercegovina bila je podijeljena na šest okruga:
- Banjalučki okrug,
- Bihaćki okrug,
- Okrug Mostar,
- Okrug Sarajevo,
- Travnički okrug i
- Okrug Tuzla.

Okruzi su dalje bili podijeljeni na nekoliko i podružnica.

## Demografija
Prema popisu stanovništva Kraljevine SHS 1921. godine u pokrajini je živjelo 1 890 440 stanovnika, što je predstavljalo 15,7 % ukupnog stanovništva Kraljevine SHS.
|                    | Broj stanovnika | %       |
| ------------------ | --------------- | ------- |
| Srbi ili Hrvati    | 1 826 657       | 96,63 % |
| Slovenci           | 4682            | 0,25 %  |
| Čehoslovaci        | 6377            | 0,34 %  |
| Rusini             | 8146            | 0,43 %  |
| Poljaci            | 10 705          | 0,57 %  |
| Rusi               | 2636            | 0,14 %  |
| Mađari             | 2577            | 0,14 %  |
| Nijemci            | 16 471          | 0,87 %  |
| Arnauti            | 626             | 8,46 %  |
| Turci              | 231             | 0,03 %  |
| Rumunji i Cincari  | 1334            | 0,04 %  |
| Talijani           | 1762            | 0,07 %  |
| Francuzi           | 39              | <0,01 % |
| Englezi            | 14              | <0,01 % |
| Ostali i nepoznato | 8183            | 0,43 %  |

|              | Broj stanovnika | %       |
| ------------ | --------------- | ------- |
| Pravoslavnih | 829 360         | 43,87 % |
| Rimokatolika | 444 309         | 23,50 % |
| Grkokatolika | 9308            | 0,49 %  |
| Protestanata | 6627            | 0,35 %  |
| Muslimana    | 588 173         | 31,11 % |
| Židova       | 12 031          | 0,64 %  |
| Drugih       | 538             | 0,03 %  |
| Nepoznato    | 94              | <0,01 % |

## Poveznice
- Povijest Bosne i Hercegovine